# Emil Jerzyk
Emil Jerzyk (ur. 10 stycznia 1902 w Krakowie, zm. 29 grudnia 1982) – polski wiertacz naftowy, poseł do Krajowej Rady Narodowej, na Sejm Ustawodawczy i na Sejm PRL II kadencji.

## Życiorys
Uzyskał wykształcenie podstawowe, z zawodu był wiertaczem naftowym. Pracował w Dobrucowej. 
Należał do Polskiej Partii Socjalistycznej, był delegatem na Kongres Zjednoczeniowy, a następnie był członkiem Polskiej Zjednoczonej Partii Robotniczej. W PZPR pełnił funkcję sekretarza komitetu powiatowego partii w Jaśle. Od 21 lipca 1945 poseł do Krajowej Rady Narodowej, następnie pełnił mandat na Sejm Ustawodawczy (1947–1952) i na Sejm PRL II kadencji (1957–1961) z okręgów Gorlice i Jasło. W Sejmie Ustawodawczym zasiadał w Komisji Przemysłowej, a w Sejmie II kadencji w Komisji Oświaty i Nauki, Komisji Planu Gospodarczego, Budżetu i Finansów oraz w Komisji Rolnictwa i Przemysłu Spożywczego.
Był sekretarzem generalnym Zarządu Głównego Związku Zawodowego Pracowników Przemysłu Naftowego.
24 września 1947 otrzymał nagrodę Komisji Centralnej Związków Zawodowych w konkursie na najlepszy pamiętnik robotniczy z okupacji pt. Przeżycia i wrażenia z czasów okupacji niemieckiej.

## Ordery i odznaczenia
- Order Krzyża Grunwaldu III klasy (12 czerwca 1946)[4]
- Złoty Krzyż Zasługi (17 września 1946)[5]
- Wpis do „Księgi zasłużonych dla województwa krośnieńskiego” (1978)[1]